# 桃北街道
桃北街道，是中华人民共和国黑龙江省七台河市桃山区下辖的一个乡镇级行政单位。

## 行政区划
桃北街道下辖以下地区：
湖滨社区、花园社区、桃宾社区、银泉社区、东正社区和旭日社区。